# Artificial Intelligence (album)
Albums de la série Artificial Intelligence
Surfing on Sine Waves
(janvier 1993)
Artificial Intelligence est un album publié par Warp Records le 9 juillet 1992. Il s'agit du premier album de la série Artificial Intelligence. La sortie aux États-Unis, via Wax Trax! Records, a lieu en 1993.
Sous-titrée electronic listening music from Warp, la collection se compose de groupes et musiciens comme Autechre, B12, The Black Dog, Richie Hawtin, Aphex Twin et Alex Paterson de The Orb, sous une variante de pseudonymes.

## Liste des morceaux
| 1.    | Polygon Window  | The Dice Man     | 5:12 |
| 2.    | Telefone 529    | Musicology       | 4:11 |
| 3.    | Crystel         | Autechre         | 4:38 |
| 4.    | The Clan        | I.A.O            | 5:08 |
| 5.    | De-Orbit        | Speedy J         | 6:13 |
| 6.    | Preminition     | Musicology       | 4:04 |
| 7.    | Spiritual High  | UP!              | 7:43 |
| 8.    | The Egg         | Autechre         | 7:32 |
| 9.    | Fill 3          | Speedy J         | 3:42 |
| 10.   | Loving You Live | Dr Alex Paterson | 4:01 |
| 52:22 |                 |                  |      |